# Maskinstyrning
Maskinstyrning innebär att olika entreprenadmaskiner styrs av ett eller flera mätinstrument. Maskinstyrningen kan ske i en dimension (höjd), i två dimensioner (plan) eller i tre dimensioner (plan + höjd). Maskinstyrning är vanlig vid större vägbyggen och järnvägsbyggen, då den rationaliserar bort behovet av utsättning. Däremot ställs ökade krav på inmätning och projektering.
Maskinstyrning kan styras av flera olika källor, vanligast är GPS. Andra möjliga är totalstation, laser eller en sedan tidigare utsatt referenspunkt som används som nollpunkt. På större vägbyggen programmerar man modeller som sedan läggs in i maskinernas styrdator, man kan programmera modellen så man ser en teoretisk tvärsektion med vägöverbyggnad, diken, slänter, tvärfall, längsfall, + höjder osv. I de flesta maskiner styr föraren själv maskinen och använder systemet endast som en hjälp och kollar av hur man ligger till i plan/höjd i praktiken förhållande teorin. I maskiner såsom väghyvlar, bandschaktare och grävmaskiner kan maskinen styras helt automatisk. Datorn justerar då bladet i deltahöjd, tvärfall och längsfall allt medan maskinen rör sig. Detta sker med en noggrannhet på endast ett par millimeter där radiomodem ofta används för att kontinuerligt överföra korrektionsdata från totalstation till entreprenadmaskinen.